# Кріста Нелл
Кріста Нелл, справжнє ім'я Доріс Крістанел (нім. Doris Kristanel; рід. 21 січня 1946 року, Відень, Австрія — пом. 19 червня 1975 року, Рим, Італія) — австрійсько-італійська акторка.

## Біографія і кар'єра
Кріста Нелл (справжнє ім'я Доріс Крістанел) народилася 21 січня 1946 року у Відні (Австрія).
Дебютувала на екрані в 1965 році у фільмі «Божевільний П'єро». Всього за 10 років своєї акторської діяльності зіграла близько 40 ролей в кіно, переважно знімалася в Італії, де прожила більшу частину свого короткого життя.
Акторки не стало 19 червня 1975 року у Римі (Італія). Причина смерті — лейкемія. Їй було всього 29 років.